# Râul Vârtop, Peșteana
Râul Vârtop este un curs de apă, afluent al râului Peșteana.